# Khaldu
khaldu fou el nom donat als habitants originals d'Urartu una vegada la regió fou ocupada pels muskhi, origen dels moderns armenis, al segle vi aC.
El nom derivava del fet que eren adoradors de la deïtat Khaldi. La distinció apareix marcada durant l'Imperi Persa aquemènida. que distingeix dins la satrapia d'Armènia entre els pobles i esmenta diverses vegades als khaldu o khaldes.
No s'han de confondre amb els caldeus ni amb els calibis (kaldi, khalibi).